# Boogie (jogo eletrônico)
Boogie é um jogo de vídeo game que está em processo de desenvolvimento com exclusividade para o console Wii, pela Eletronic Arts. Sendo considerado um jogo party-game (Jogo de estilo de festa), têm a possibilidade de criação personalizada de personagens, e depois da utilização do Wii Remote para cantar e dançar durante o jogo. O jogo tem múltiplos reviews.

## O jogo
Baseado em cima de temas alienígenas, o jogo oferece uma jogabilidade em torno de dançar e cantar. A parte de cantar lembra outros jogos do estilo, como SingStar e Karaoke Revolution. A parte do jogo de dança vêm a lembrar dos modos tradicionais de jogos de dança como Dance Dance Revolution.
O jogo terá também a opção de gravação de performances, e ainda possuíra modo cooperativo e competitivo de multijogadores. O jogo vira junto com um microfone USB.

## Músicas
Lista de músicas do jogo:
- ABC - The Jackson 5
- Baila Me - Gipsy Kings
- Boogie Oogie Oogie - Taste Of Honey
- Brick House - The Commodores
- Canned Heat - Jamiroquai
- Celebration - Kool & The Gang
- Dancing in the Street - Martha and the Vandellas
- Dancing Machine - Jackson 5
- Don't Cha - Pussycat Dolls / Busta Rhymes
- Fergalicious - Fergie
- Get Right - Jennifer Lopez
- Get the Party Started - Pink
- Girls Just Want To Have Fun - Cyndi Lauper
- Groove Is in the Heart - Deee-Lite
- I Want You Back - The Jackson 5
- I’m A Slave 4 U - Britney Spears
- It’s Raining Men - The Weather Girls
- Karma Chameleon - Culture Club
- Kung Fu Fighting - Carl Douglas
- Le Freak - Chic
- Let’s Get It Started - Black Eyed Peas
- Love Rollercoaster - Red Hot Chili Peppers
- Love Shack - The B-52s
- Mambo No. 5 (A Little Bit of…) - Lou Bega
- Milkshake - Kelis
- One More Time - Daft Punk
- One Way Or Another - Blondie
- Oops I Did It Again - Britney Spears
- Pop Muzik - M
- S.O.S. - Rihanna
- Stars - Simply Red
- That’s The Way (I Like It) - KC and the Sunshine Band
- Tu Y Yo - Thalía
- "U Can't Touch This" - MC Hammer
- Virtual Insanity - Jamiroquai
- Walking On Sunshine - Katrina & The Waves
- We Are Family - Sister Sledge
- Y.M.C.A. - Village People

## Personagens
O jogo possui alguns personagens diferentes nomeados "Boogs":
- Bubba
- Jet
- Julius
- Kato
- Lea